# Envuelto en la sombra
Envuelto en la sombra (The Dark Corner)  es una película policíaca estadounidense de 1946 dirigida por Henry Hathaway y protagonizada por Lucille Ball, Clifton Webb, William Bendix y Mark Stevens. La película no fue un éxito comercial, pero desde entonces ha sido descrita como un "ejemplo de cine negro de grado A".

## Trama
El investigador privado Bradford Galt se ha mudado de San Francisco a Nueva York después de cumplir una sentencia de dos años por homicidio involuntario. Su atractiva secretaria Kathleen lo apoya. Durante una caminata, ambos notan que los sigue un hombre con un traje blanco, quien finalmente es detenido e interrogado por Galt, confesando estar actuando en nombre de un tal Anthony Jardine. Jardine era el ex socio de Galt y fue en parte culpable de su encarcelamiento.
Pero no solo él todavía tiene cuentas que saldar con Jardine, sino también el marchante de arte Hardy Cathcart, con cuya joven y guapa esposa Jardine tiene una aventura. Cathcart, habiendo descubierto esto hace algún tiempo, hace que Jardine sea asesinado por el asesino a sueldo Stauffer, el hombre del traje blanco, quien hace que parezca que Bradford Galt es el asesino. Completamente inocente, el detective privado corre contra el tiempo para encontrar al verdadero asesino antes de que la policía pueda arrestarlo como el supuesto culpable.
Galt y Kathleen encuentran el rastro de Stauffer, quien mientras tanto ha sido arrojado desde la ventana de un rascacielos por su cliente Cathcart, por lo que el rastro caliente del detective privado parece terminar allí. Sin embargo, una niña escuchó la llamada telefónica de Stauffer y le dice a Galt el nombre del marchante de arte. Galt y Kathleen se dirigen inmediatamente a la galería de arte. Al mismo tiempo, la esposa de Cathcart llega allí y se entera de la muerte de su amante, lo que la hace desmayarse.
Cathcart amenaza al investigador privado con un arma y quiere eliminarlo, pero finalmente su iracunda esposa le dispara por la espalda, salvándole la vida a Galt.

## Elenco
- Lucille Ball como Kathleen Stewart
- Clifton Webb como Hardy Cathcart
- William Bendix como Stauffer, también conocido como Fred Foss
- Mark Stevens como Bradford Galt
- Kurt Kreuger como Tony Jardine
- Cathy Downs como Mari Cathcart
- Reed Hadley como el teniente de policía Frank Reeves
- Constance Collier como la Sra. Kingsley
- Eddie Heywood y su orquesta

## Producción
Fox pagó $40,000 por los derechos de la historia a Leo Rosten antes de su publicación en Good Housekeeping. Rosten publicó la historia bajo el seudónimo de Leonard Q. Ross.
Las locaciones y escenarios de la película incluyen edificios de oficinas en Manhattan, la calle Bowery y la Línea de la Tercera Avenisa (IRT). "El IRT es una presencia a lo largo de la película, sus travesaños, puntales y escaleras actúan como una sombría telaraña geométrica, y su perpetuo alboroto contribuye a la paranoia del detective privado de Stevens, cuya ventana de la oficina está a metros de las vías". La secuencia arcade fue filmada en Santa Mónica, California . 
Ida Lupino fue elegida inicialmente como Kathleen, pero tuvo que retirarse debido a conflictos de programación, y Fred MacMurray estaba originalmente planeado para el papel de Galt. 
El jefe de producción del estudio, Darryl F. Zanuck, tomó prestada a Lucille Ball de MGM para interpretar a Kathleen. En ese momento, Ball estaba tratando de romper con MGM y tenía una vida personal "inestable". Un biógrafo de Henry Hathaway observa: "Al principio del rodaje, era obvio para Hathaway que Ball no se estaba concentrando en su trabajo. Después de equivocarse demasiado en sus líneas, Hathaway la avergonzó ante sus compañeros al ordenarle que abandonara el plató y leyera el guion". Resultó ser una de sus mejores actuaciones dramáticas. Según Hathaway, Ball posteriormente se disculpó por su comportamiento.
Hathaway describió a Webb como un "ángel, pero en realidad nunca fue un buen actor. Él era un personaje. Era maravilloso porque era muy elegante". Hathaway dijo que Envuelto en la sombra "no fue una película exitosa. Estaba muerta. Mark Stevens nunca la captó. Demasiado arrogante y engreído." 

## Crítica
Envuelto en la sombra tiene una puntuación del 100 % en Rotten Tomatoes, lo que indica un elogio general de la crítica sobre la película.
En el momento de su lanzamiento en marzo de 1946, el crítico del New York Times, Bosley Crowther, calificó a la película como "un entretenimiento emocionante y de fibra dura" y elogió la dirección de Hathaway. Afirmó que Stevens era "convincentemente duro" y que   "tiene una rara combinación de talento y personalidad que, si se desarrolla adecuadamente, lo colocará al frente de los principales hombres en poco tiempo". También elogió las actuaciones de Webb, Bendix y Ball, pero dijo que si Webb "no cambia su estilo pronto, es probable que sus admiradores se impacienten".
También en 1946, el crítico del Baltimore Sun, Donald Kirkley, dijo que la película "es realmente muy buena dentro del género". Comentó que la película fue "brilla con una actuación muy atractiva de Lucille Ball" y "una interpretación muy fina y dura de un tipo duro de William Bendix". Stevens solo "se las arregla" en la película, dijo Kirkley, y lo llamó "una edición de carretera de Dick Powell ". Criticó el guion y dijo que la motivación del personaje de Webb no está clara y que, en general, a menudo "acelera a toda velocidad, pero con la misma frecuencia se relaja en períodos de relativa inercia y tedio".
Mordlust comentó: "Un film noir mediocre con algunos buenos diálogos y una estética fluida que comienza decentemente pero luego se pierde en una historia mal construida. Aunque se mantiene fiel al lema "el pasado alcanzará al héroe noir tarde o temprano, sin importar a dónde huya", pero eso es todo. Sin travellings sofisticados, sin giros furtivos en la historia y en medio de una historia de amor un poco vacilante. Vale la pena mencionar a William Bendix, quien interpreta al criminal sin escrúpulos, mientras que las tres estrellas permanecen relativamente pálidas.

## Taquilla
La película recaudó $ 1 millón en taquilla, menos que el costo de producción de $ 1,2 millones.

## Legado
Envuelto en la sombra fue eclipsada por otras películas noir y semidocumentales de Hathaway, como El beso de la muerte y The House on 92nd Street, pero se ha ganado la reputación de "durmiente" y "clásico anónimo" del género del cine negro. La película es "rica en juegos de sombras sin fondo, una persuasiva mezcla de la segunda unidad de trabajo en locaciones de Nueva York y maquetas de escenarios sonoros con la extraña ubicación de Los Ángeles duplicando a Manhattan".
El comentario de Bradford Galt "Ahí va mi última pista. Estoy todo muerto por dentro. Estoy atascado en un rincón oscuro y no sé quién me está golpeando" se ha descrito como un "primer ejemplo de angustia existencial" que tipifica el cine negro.
Matthias Merkelbacher destacó la música: "Sorprende el adecuado acompañamiento musical de Cyril J. Mockridge -además del uso de canciones contemporáneas-  que se aparta de las partituras orquestales estandarizadas de la época. Su Manhattan Melody aún debería escucharse en muchas películas de los años cuarenta."